# Parapercis muronis
Parapercis muronis är en fiskart som först beskrevs av Tanaka, 1918.  Parapercis muronis ingår i släktet Parapercis och familjen Pinguipedidae. Inga underarter finns listade i Catalogue of Life.